# Glay (gruppo musicale)
I Glay sono un gruppo musicale giapponese fondato nel 1988 ad Hakodate da Takuro (chitarrista) e Teru (cantante) mentre frequentavano le scuole superiori. La band compone principalmente canzoni di genere rock, ma lungo la loro carriera si sono avvicinati a molti stili diversi come il visual kei, il reggae, il gospel e molti altri.
I Glay sono fra le band giapponesi di maggior successo in patria. Si stima che, dagli esordi fino all'inizio del 2008, il gruppo abbia venduto 28 milioni di copie dei trentanove singoli e 23 milioni di copie dei quattordici album, per un totale di 51 milioni di dischi (37,8 milioni dei quali solo in Giappone), in base alle tabelle Oricon.

## Nota sul nome
Il nome Glay è un calembour che si fonda sull'ambiguità della traslitterazione rōmaji nella lingua giapponese. Nell'intento della band c'è di unire il rock, identificato con il colore nero, con il pop, identificato con il colore bianco, allo scopo di produrre quindi una musica "grigia"; il colore grigio si indica in inglese con la parola "gray", ma poiché in giapponese la L e la R si equivalgono foneticamente, da questo si genera il gioco di parole che ha trasformato "gray" in "glay".

## Formazione

### Formazione attuale
- TERU, vero nome Teruhiko Kobashi (小橋 照彦?), 08/06/1971, sangue di gruppo 0 - voce
- TAKURO, vero nome Takurō Kubo (外村 尚?), 26/05/1971, sangue di gruppo 0 - chitarra
- HISASHI, vero nome Hisashi Tonomura (外村 尚?), 02/02/1972, sangue di gruppo 0 - chitarra
- JIRO, vero nome Yoshihito Wayama (和山 義仁?), 17/10/1972, sangue di gruppo A - basso (dal 1992)

### Ex componenti
- ISO - batteria (dal 1988 al maggio 1992)
- SHINGO - basso e batteria (dal 1990 al settembre 1992)
- AKIRA - batteria (dal maggio 1992 al gennaio 1994)
- NOBUMASA - batteria (dal novembre 1994 all'aprile 1995)

### Cronologia
- TERU: GLAY
- TAKURO: GUEST-APO → GLAY
- HISASHI: Ari → GLAY
- JIRO: C'est la vie → Pierrot[3] → GLAY
  - ISO: GLAY → ha abbandonato la carriera musicale
  - SHINGO: GLAY → ha abbandonato la carriera musicale
  - AKIRA: GLAY → Kill=slayd → ha abbandonato la carriera musicale
  - NOBUMASA: GLAY → ha abbandonato la carriera musicale

## Discografia
Le specifiche sono indicate fra parentesi "()", le note dopo il punto e virgola ";".

### Album
- 25 maggio 1994 - Hai to Diamond; album indie
- 1º  marzo 1995 - SPEED POP; considerato dalla band come il primo album vero e proprio[4]
- 7 febbraio 1996 - BEAT out!
- 18 novembre 1996 - BELOVED
- 29 luglio 1998 - pure soul
- 20 ottobre 1999 - HEAVY GAUGE
- 28 novembre 2001 - ONE LOVE
- 19 settembre 2002 - UNITY ROOTS & FAMILY, AWAY
- 24 marzo 2004 - THE FRUSTRATED; due versioni: normal edition CD e special edition CD+DVD
- 31 gennaio 2007 - LOVE IS BEAUTIFUL; due versioni: normal edition CD e special edition CD+DVD
- 13 ottobre 2010 - GLAY; due versioni: normal edition CD e special edition CD+DVD
- 23 gennaio 2013 - Justice/Guilty
- 5 novembre 2014 - Music Life

### Raccolte
- 1º  ottobre 1997 - REVIEW ~BEST OF GLAY~; best of
- 25 febbraio 1998 - GLAY Song Book; best of
- 6 settembre 2000 - The Future Diary On The Film "Mirai Nikki" Original Sound Track
- 29 novembre 2000 - DRIVE ~GLAY complete BEST~; best of su due CD
- 24 aprile 2002 - Flow of Soul vol. 1 ~TAKURO meets Vanessa-Mae~
- 5 febbraio 2003 - rare collectives vol. 1; raccolta di rarità e performance live in due cofanetti da due CD ciascuno
- 5 febbraio 2003 - rare collectives vol. 2
- 19 gennaio 2005 - -Ballad Best Singles- WHITE ROAD; raccolta di ballate
- 10 giugno 2009 - THE GREAT VACATION VOL. 1 ~SUPER BEST OF GLAY~; best of in tre versioni: special edition A 3 CD + 2DVD, special edition B 3 CD + DVD e normal edition 3 CD
- 21 ottobre 2009 - THE GREAT VACATION VOL. 2 ~SUPER BEST OF GLAY~; best of in tre versioni: special edition A 3 CD + 2DVD, special edition B 3 CD + DVD e normal edition 3 CD
- 9 marzo 2011 - rare collectives vol. 3
- 09/03/2011 - rare collectives vol. 4

### Singoli
- 25 maggio 1994 - RAIN
- 15 giugno 1994 - Manatsu no tobira
- 16 novembre 1994 - Kanojo no "Modern..."
- 25 gennaio 1995 - Freeze My Love
- 17 maggio 1995 - Zutto futari de...
- 9 agosto 1995 - Yes, Summerdays
- 8 novembre 1995 - Ikiteku tsuyosa
- 17 gennaio 1996 - Glorious
- 7 agosto 1996 - BELOVED
- 11 novembre 1996 - a Boy ~Zutto wasurenai~
- 14 maggio 1997 - Kuchibiru
- 6 agosto 1997 - HOWEVER
- 29 aprile 1998 - Yūwaku
- 29/04/1998 - SOUL LOVE
- 25 novembre 1998 - BE WITH YOU
- 3 febbraio 1999 - Winter, again
- 19 maggio 1999 - Survival
- 25 agosto 1999 - Kokodewanai, dokoka he
- 1º gennaio 2000 - HAPPINESS -WINTER MIX-
- 19 luglio 2000 - MERMAID
- 23 agosto 2000 - Tomadoi/SPECIAL THANKS
- 15 novembre 2000 - Missing You
- 2024 - Kaishin no Ichigeki